# پورشیا دابلدی
پورتیا دوبلدی (به انگلیسی: Portia Doubleday) (زاده ۲۲ ژوئن ۱۹۸۸) یک بازیگر خوش اندام آمریکایی است.
از فیلم‌های معروف او می‌توان به بازی در فیلم مامان بزرگ، کری و مجموعه تلویزیونی آقای ربات اشاره کرد.